# Bell-lloc (Vilafranca de Conflent)
Bell-lloc és un despoblat a 888,9 m d'altitud, de la comuna de Vilafranca de Conflent, a la comarca del Conflent, de la Catalunya del Nord. Havia estat una comuna independent que fou annexada a Vilafranca de Conflent entre 1790 i 1792.
Les seves restes estan situades a l'extrem nord del terme de Vilafranca de Conflent, a tocar del límit amb Conat.

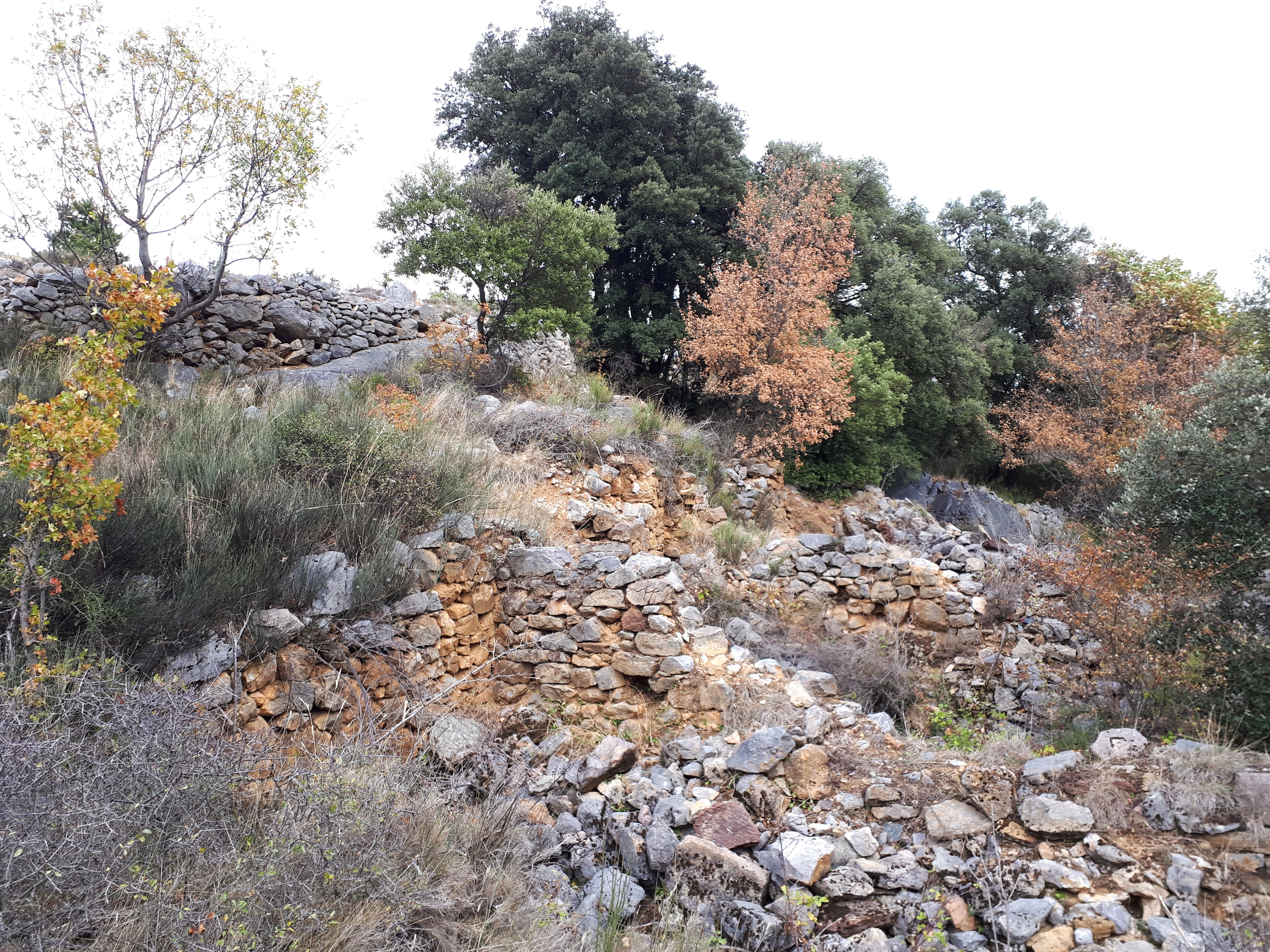
Part de les restes del llogaret de Bell-lloc.

S'hi conserva, en ruïnes, l'antiga església parroquial de Sant Andreu de Bell-lloc, romànica. La parrochia de Belloloco està documentada des de l'any 1163, i des del 1196 consta ja amb el nom del seu patró: S. Andrea de Belloch. El monestir de Sant Martí del Canigó hi tenia l'any de la primera documentació nombrosos alous, però el 1217 fou posat sota el domini del priorat de Santa Maria de Cornellà de Conflent, domini que es mantingué fins a la fi de l'Antic Règim. Una pica baptismal d'aquesta església és actualment a Sant Jaume de Vilafranca de Conflent.

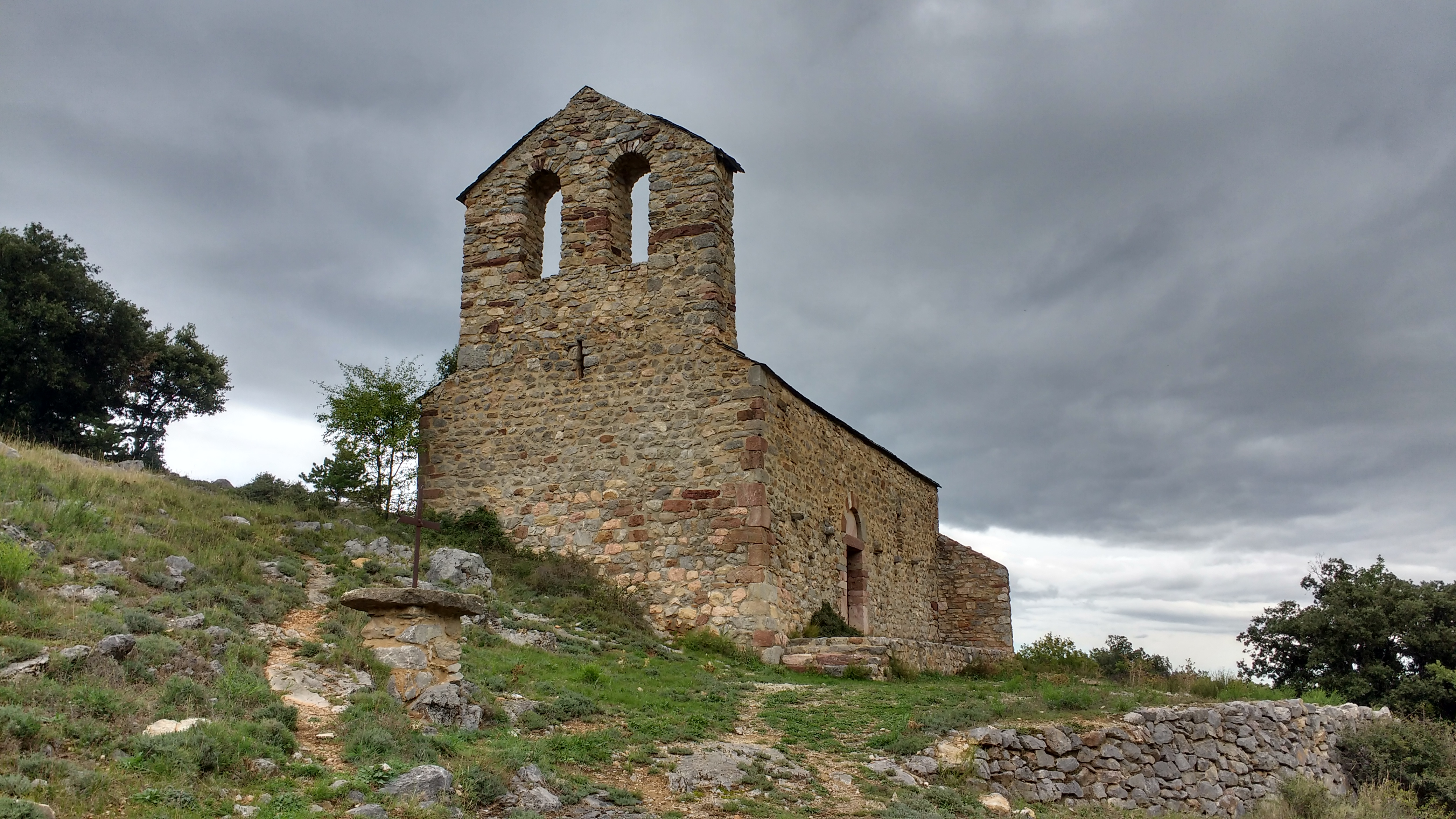
Sant Andreu de Bell-lloc.